# Ettore Bonelli
Ettore Bonelli (Venezia, 20 ottobre 1900 – Venezia, 24 giugno 1986) è stato un violinista e compositore italiano.

## Biografia

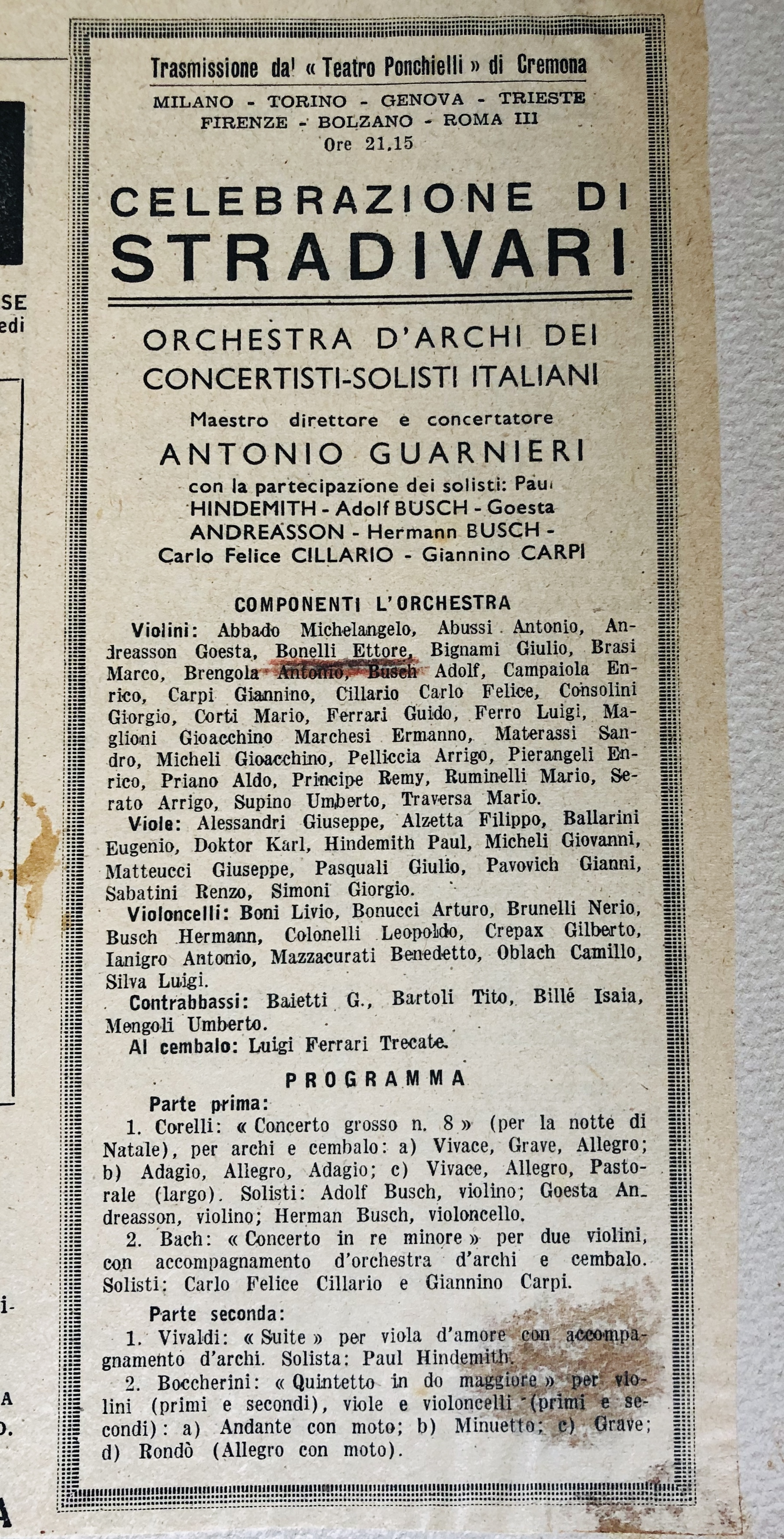
Celebrazioni Antonio Stradivari

Ha studiato il violino con Francesco de Guarnieri (1867-1927) e composizione con Mezio Agostini (1875–1944) presso il Conservatorio Benedetto Marcello di Venezia, dove si è brillantemente diplomato all'età di diciotto anni.
Successivamente si è dedicato all'insegnamento e al concertismo.
Ha insegnato violino e musica da camera all'Istituto Musicale di Cagliari dal 1921 al 1924 e all'Istituto Musicale di Padova dal 1924 al 1952 per poi trasferirsi al Conservatorio Benedetto Marcello di Venezia come insegnante di violino e quartetto.
Ha fatto parte di ottimi complessi strumentali come il primo "Quartetto Veneziano" (dal 1919 al 1922), il Trio di Padova con il pianista Giuseppe Silvestri e il violoncellista Camillo Oblach, e il Quartetto d'Archi di Padova.
Come compositore ha scritto la maggior parte delle sue opere tra il 1918 e il 1945 (dall' Op.1 all' Op.41 ) e in prevalenza sono composizioni da camera tra le quali ricordiamo la Sonata per Violino e Pianoforte Op. 25, la Sonata per Viola e Pianoforte Op. 21, due Quartetti per archi, un Trio con pianoforte , un Trio per archi e numerosi pezzi per violino e pianoforte dove si distinguono Introduzione e Burlesca op.9 , Farfalle op.15 e Idillio op.41 del 1945.
Appaiono anche molti brani vocali (dove spicca il Sonetto op.23) e alcune pagine orchestrali tra cui il poema sinfonico Visione Eroica Op.40 del 1944. 
Negli ultimi anni ha composto e pubblicato varie raccolte di musiche violinistiche ad uso didattico. Da notare che alcuni numeri d'opera dei brani non sono in ordine cronologico e in alcuni manoscritti (soprattutto pezzi brevi e giovanili) non appare nemmeno la data di composizione. 
Con Camillo Oblach e Renato Fasano nel 1923 ha fondato l'Accademia dei Concerti di Cagliari.
Nel 1942 ha sposato Maria Grimaldo (1920-2006), da cui ha avuto due figli, entrambi musicisti (Alessandro, oboista e Ilde, arpista)
La sua fama la deve soprattutto alla sua attività di revisore per aver compiuto numerose trascrizioni e riscoperte di musiche barocche e classiche italiane tra cui ricordiamo il celebre Concerto in do minore per oboe e orchestra di Alessandro Marcello, le Sonate a Quattro di Gioachino Rossini (Ed. Zanibon - Padova), e lavori di Giuseppe Tartini, Luigi Borghi, Felice Giardini, Arcangelo Corelli, Benedetto Marcello, Tomaso Albinoni.

## Elenco delle opere
- op.1 - "Sardegna" Suite per piccola orchestra
- op.2 - 12 piccoli pezzi per violino e pianoforte[5] ( pubblicato nel 1932 ed.F.Bongiovanni)
- op.3 - 6 pezzi infantili per violino e pianoforte
- op.4 - "Partita" per orchestra d'archi (1924)
- op.5 - "Idillio Gallurese" per orchestra d'archi (1927)
- op.6 - 3 canzoni veneziane per soprano e pianoforte (1932) (1. Ninna nanna pissinin - 2. Tosa destrighite - 3. Redentor)
- op.7 - "Gondoliera" per violino e pianoforte
- op.8 - "Stornellata" per violino e pianoforte
- op.9 - "Introduzione e burlesca" per violino e pianoforte (1930)
- op.10 - "Berceuse cosacca" e "Canzone russa" per violino e pianoforte (1923)
- op.11 - "Orientale" per violino e pianoforte
- op.12 - "Nocturne dans le bois" per viola e pianoforte (1936)
- op.13 - "Riflessi sul lago" per violino / viola e pianoforte (1929)
- op.14 - "Notturno" per flauto e arpa (1927)
- op.15 - "Farfalle"(1918)  e "Egloga" (1945) per violino e pianoforte
- op.16 - 3 canzoni veneziane per soprano e pianoforte  (1935) (1. La Razon - 2. L'Avvertimento -  3. La Barca dell'amor)
- op.17 - Sonetto di Ugo Foscolo per tenore e pianoforte (perduto)
- op.18 - "Novelletta" per pianoforte
- op.19 - "Driadi" per orchestra d'archi e arpa (1928)
- op.20 - "Notturno" per violino e pianoforte (1934) e "Berceuse" per violoncello e piano
- op.21 - "Andante con variazioni" per violoncello e pianoforte (1935)
- op.22 - 6 canzoni da battello per soprano e pianoforte (1935)
- op.23 - "Le bonheur de ce monde" - Sonetto per soprano e pianoforte (1933)  (testo in francese di Christophe Plantin)
- op.24 - Quartetto per archi n.1 in fa maggiore (1925)
- op.25 - Sonata in re per violino e pianoforte (1935)
- op.26 - "Gondoliera" per coro a 4 voci e pianoforte (1936)
- op.27 - 12 miniature (2 fascicoli) per violino e pianoforte[6] (pubblicati nel 1948 ed. G.Zanibon)
- op.28 - Quartetto per archi n.2 in do minore[7] (1939) (pubblicato G.Zanibon)
- op.29 - Contemplazione - "In memoriam" di Oreste Ravanello per orchestra d'archi (1938)
- op.30 - Quartetto in do per pianoforte, violino, viola e violoncello (1939)
- op.31 - Trio per pianoforte, violino e violoncello (1940)
- op.32 - "Divertimento" per 2 violini e viola (1941)
- op.33 - "Partita in stile antico" per quartetto d'archi (1940)
- op.34 - "Serenata" per soprano e pianoforte (da un anonimo veneziano del XVIII secolo) (1940)
- op.35 - 3 melodie indiane vocalizzate per soprano e pianoforte (1. Canzone di Siwa - 2. Canzone d'amore 3. Inno al sole)
- op.36 - Trio per violino, viola e violoncello (1943)
- op.37 - Sonata per viola/violoncello e pianoforte (1944)
- op.38 - "Sarabanda" e "Toccata" per violino e organo (1944)
- op.39 - "Tecnica dei suoni armonici" per gli strumenti ad arco (1934) (pubblicato G.Zanibon)
- op.40 - "Visione eroica" poema sinfonico per orchestra (1944)
- op.41 - "Idillio" per violino e pianoforte (1945)
- op.42 - "Variazioni su un tema di Corelli" per oboe e orchestra d'archi[8] ( pubblicato nel 1976 ed.G.Zanibon)
- op.43 - "Variazioni su un'antica canzone veneziana" per flauto e arpa (1971)

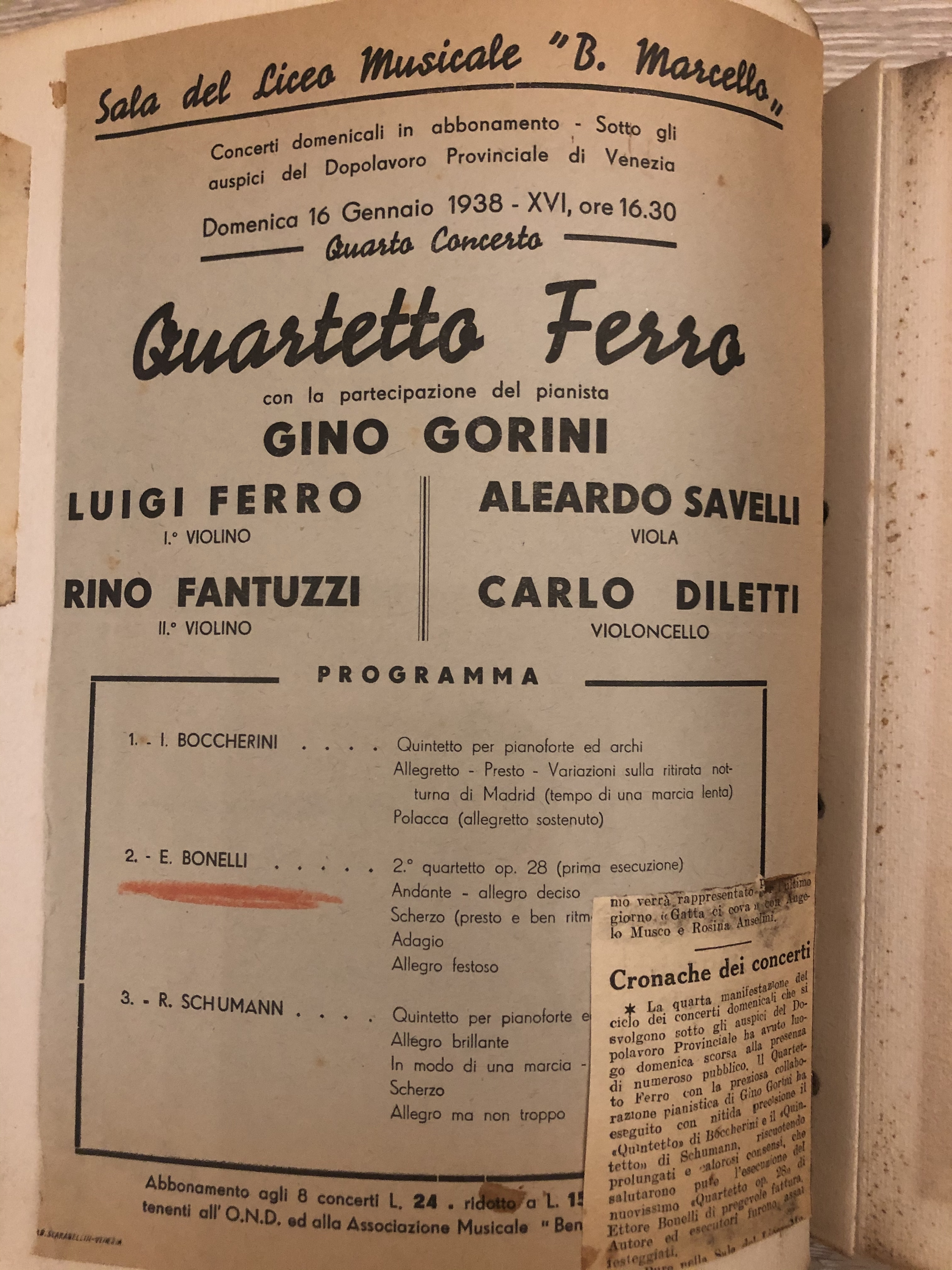

- op.44 - "Il giovane oboista- 12 piccoli pezzi " per oboe e pianoforte[9] (pubblicato nel 1974 ed.G.Zanibon)
- op.45 - "3 espressioni" per contrabasso e pianoforte (1971)
- op.46 - "6 acquerelli" per violino e pianoforte
- op.47 - 3 pezzi per violino e pianoforte ("Riverenze" "Gondoliera" "La trottola- moto perpetuo")[10](pubblicati nel 1976 ed.G.Zanibon)

Brani senza numero d'opera
- Serenata triste per violoncello / violino e pianoforte (1919)
- Serenata per violino e pianoforte (1920)
- Berceuse per violino e pianoforte (1926) (ed.Zanibon)
- Ninna Nanna per violino e pianoforte (1921)
- "Antica Canzone Veneziana" - "Serenata a Colombina" - "Madrigale" -
- "Aria all'antica" - "Meditazione" - "Cantigu dispettosu" per violino e pianoforte (ed. Mario Aromando - Milano 1930)
- Madrigale (1936) per voce e pianoforte - testo di Emilio Grassi (dedicato a P.Tosti)
- Ninna Nanna per soprano e pianoforte (1921)
- Composizioni per orchestrina (piano, quintetto d'archi, flauto, clarinetto e tromba)
- Serenata alla luna - Mattinata inutile - Serenata triste - Aubade - Brise de nuit - Chinatown -
- Canzone vespertina - Aspirazione - Piccole maschere (ed.G.Zanibon 1930)
- Interludio e Danza Villereccia
- "Ninna nanna pissinin" e "Tosa destrighite" dall'op.6 (1932)
- "Foghi e baloni" - Canzone Veneziana (1934)